# Gefleckter Pfeilgiftkäfer

Sandkokon

Geöffneter Sandkokon

Imago

Imago

Der Gefleckte Pfeilgiftkäfer (Diamphidia nigroornata) gehört zu den Flohkäfern (Unterfamilie Galerucinae, Tribus Alticini) in der Familie der Blattkäfer (Chrysomelidae). Die Larven werden von indigenen Völkern Afrikas zur Herstellung von Pfeilgift verwendet. Weitere als Pfeilgiftkäfer bezeichnete Arten sind Diamphidia vittatipennis und Polyclada flexuosa, aber auch die Larven des Laufkäfers Lebistina holubi.

## Merkmale
Die Imagines des Gefleckten Pfeilgiftkäfers sind sieben bis neun Millimeter groß. Die Grundfärbung ist gelb, die schwarzen Flecken finden sich am Kopf, auf dem Halsschild und den Flügeldecken. Ihre Anzahl kann leicht variieren. Die Fühler sind dunkel mit gelber Basis. Das Scutellum ist schwarz. Die Schenkel sind basal gelb, apikal schwarz gefärbt, Vorder- und Mittel-Schienen sind schwarz, Hinterschienen basal gelb und die Tarsen schwarz.
Ebenso wie bei anderen Vertretern der Unterfamilien Criocerinae, Chrysomelinae, Galerucinae und Alticinae finden sich an Halsschild und Flügeldecken Giftdrüsen zur Verteidigung.

## Vorkommen
Von den drei aus dem südlichen Afrika ebenfalls zur Herstellung von Pfeilgift bekannten Arten der Gattung Diamphidia ist nigroornata am weitesten verbreitet und auch am häufigsten anzutreffen. Der Gefleckte Pfeilgiftkäfer tritt gelegentlich mit Diamphidia femoralis und Diamphidia vitatipennis sympatrisch auf.

## Ernährung und Entwicklung
Die Larven und Imagines von Diamphidia nigroornata fressen überwiegend an Commiphora angolensis, einem Balsambaumgewächs, aber auch an C. africana und C. pyracanthoides. Die erwachsenen Weibchen legen ihre Eier in Gruppen von bis zu 15 an die Äste der Commiphora-Bäume. Dabei belegt das Muttertier die Eier mit grünlichen Exkrementen, die nach Trocknung die Eier dunkelbraun erscheinen lassen und so sehr gut tarnen. Die Larven durchlaufen drei Stadien und ernähren sich von den Blättern der Wirtspflanzen. Nach Abschluss dieses Reifungsfraßes graben sie sich an der Wirtspflanze einen halben bis einen Meter tief in sandigen Boden und produzieren mit Hilfe eines Exkretionssekretes einen Sandkokon. Darin verbergen sich die Larven bis zu mehrere Jahre, bevor sie das Puppenstadium erreichen. Über die Dauer des Puppenstadiums und den Auslöser zur Verwandlung gibt es bisher keine genaue Kenntnis.

## Feinde
Neben dem Menschen als Feind der Tiere werden die Larven von Diamphidia nigroornata in ihren Sandkokons von den Larven des Laufkäfers Lebistina holubi parasitiert. Auch dieser Parasit ist giftig und dient den Indigenen als Pfeilgift.

## Nutzung als Pfeilgift
Bereits 1864 beschreibt Thomas Baines als einer der ersten Europäer von seiner Reise durch Südwestafrika in den Jahren 1861/1862 die Nutzung von Larven für die Herstellung von Pfeilgiften. Unklar blieb allerdings noch bis in das 20. Jahrhundert hinein die genaue Artdiagnose.
Generell werden in Afrika tierische Gifte seltener zur Jagd verwendet. In den meisten Fällen werden zu tierischen Produkten zusätzlich pflanzliche beigefügt, so dass erst die Kombination den Erfolg ausmacht. Gelegentlich wird wohl bei den San-Buschleuten das Gift der Larven auch unvermischt verwendet.
Wegen der langen Ruhephase der Larven im Boden können diese das ganze Jahr über gefunden werden und stellen somit eine jederzeit verfügbare Basis für das Gift dar. Vor der Jagd werden die Larven aus den Sandkokons befreit und in einer Mulde (beispielsweise in der Gelenkpfanne eines Oberschenkelknochens) vorsichtig ausgepresst. Zusätzlich wird der Saft mit pflanzlichen Giften ergänzt. Da das Proteingift hitzeempfindlich ist, wird es ohne Kochvorgang unterhalb der Spitze eines Pfeiles aufgetragen und an der Luft getrocknet. Etwa zehn Larven werden in der Regel für einen Pfeil verwendet und die Haltbarkeit soll bis zu einem Jahr gegeben sein. Das Gift wirkt nur langsam über den Blutkreislauf, so dass der Jäger seinem Opfer noch einige Stunden bis Tage folgen muss.

## Herstellung des Giftes
Die folgenden Fotos zeigen einen San bei der Herstellung des Pfeilgiftes unter Verwendung der Innereien von Diamphidia nigroornata und gerösteten Samen der Bobgunnia madagascariensis (=Swartzia m.) an der Grenze Namibias zu Botswana:

Ausdrücken der Innereien der Käferlarve auf einer Gelenkpfanne
Zerreiben der Samen und Mixen
Bestreichen der Pfeile